# Krakau
Krakau osztrák község Stájerország Muraui járásában. 2017 januárjában 1444 lakosa volt.

## Elhelyezkedése

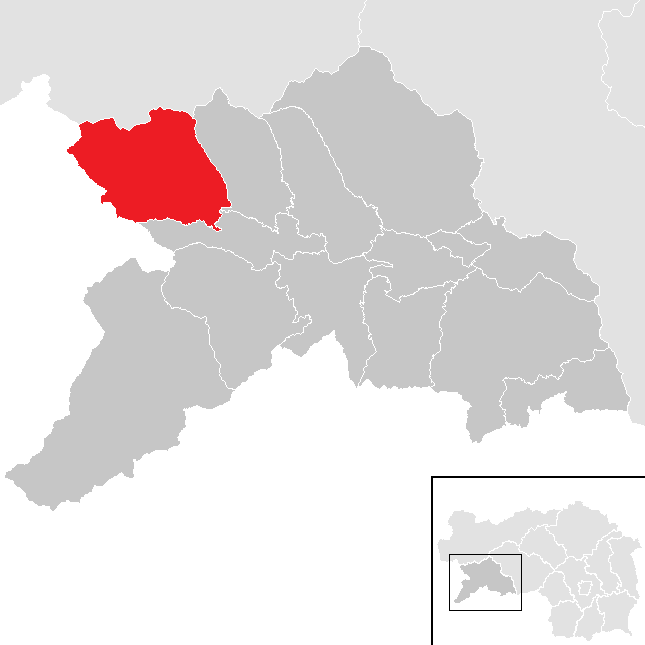
Krakau a Muraui járásban

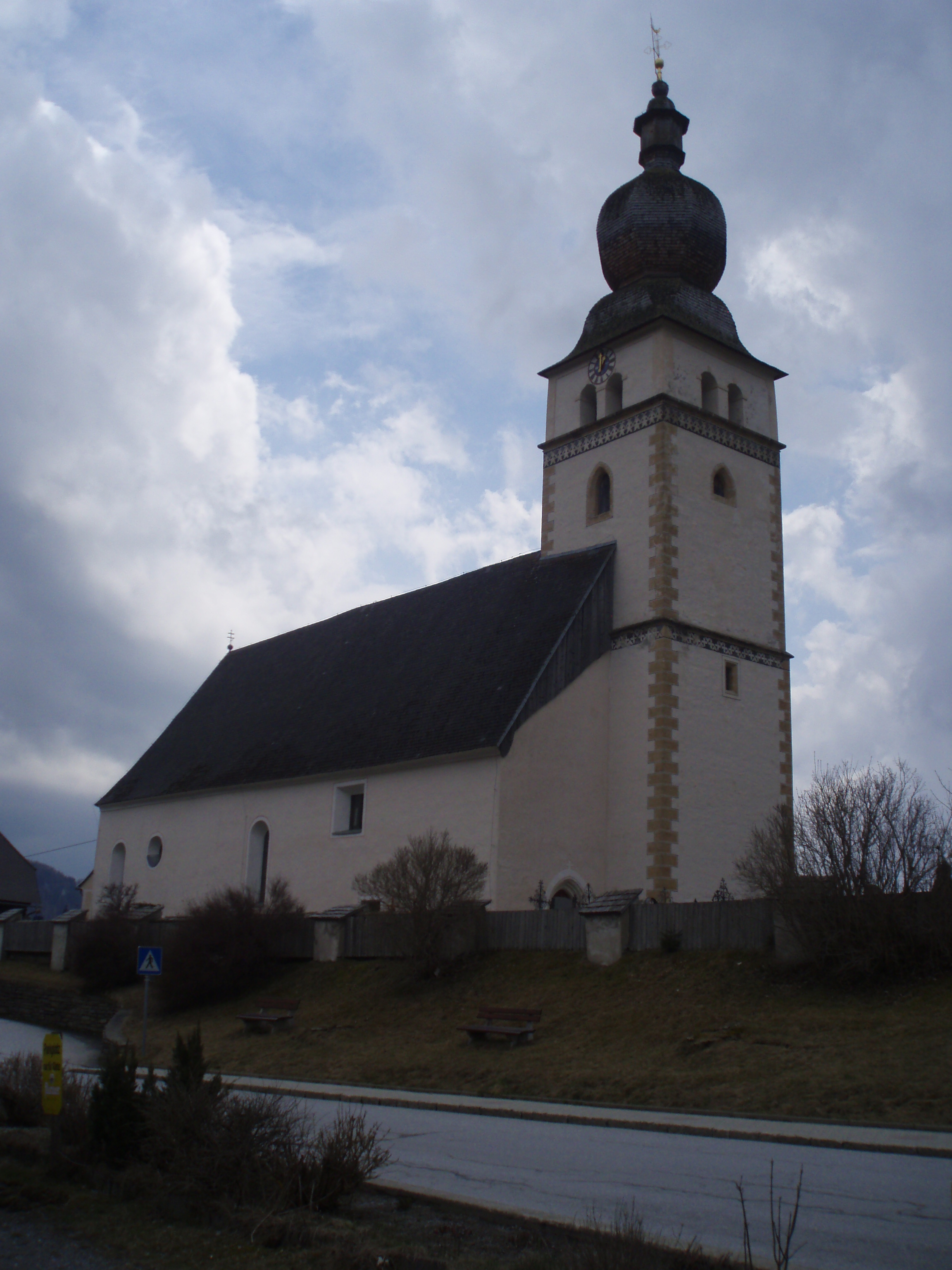
A Szt. Oszvald-plébániatemplom

Krakau Felső-Stájerországban fekszik a Mura-völgy és az Alacsony-Tauern hegységrendszeréhez tartozó Schladmingi-Tauern közötti Krakau-völgyben. Legnagyobb állóvize az Etrachsee. Az önkormányzat három falut egyesít (valamennyit a saját katasztrális községében): Krakaudorf (614 lakos), Krakauhintermühlen (523 lakos) és Krakauschatten (307 lakos)
A környező önkormányzatok: északra Sölk, keletre Schöder, délkeletre Ranten, délnyugatra Tamsweg (Salzburg), nyugatra Lessach (Salzburg).

## Története
Az önkormányzat a 2015-ös stájerországi közigazgatási reform során jött létre az addig önálló Krakaudorf (itt található a polgármesteri hivatal), Krakauhintermühlen és Krakauschatten egyesülésével.
A 6. században szlávok települtek meg a térségben, majd a 9. században bajor telepesek érkeztek a Krakau-völgybe. A völgy legrégebbi falva Krakaudorf, de a 16. századig a Lessach része volt.
A 13. századtól a régió a Liechtenstein-uradalomhoz tartozott; őket később több birtokos váltotta. A 17. századtól a földbirtokok többsége a Schwarzenberg hercegek kezében volt. 1791 létrejött a Szt. Ulrikról elnevezett vikariátus, amelyet 1829-ben egyházközséggé emeltek.
Az 1848-as bécsi polgári forradalmat követően megszűntek a feudális birtokok és megalakultak a községi önkormányzatok. Ausztria 1938-ban csatlakozott a Német Birodalomhoz és a térség a Stájerországi reichsgau része lett, majd a második világháború után a brit megszállási zónába került. 

## Lakosság
A krakaui önkormányzat területén 2017 januárjában 1444 fő élt. A lakosságszám 2001-ben érte el csúcspontját 1577 fővel, azóta többé-kevésbé egyenletesen csökkenő tendenciát mutat. 2015-ben a helybeliek 98,1%-a volt osztrák állampolgár; a külföldiek közül 1,7% a régi (2004 előtti), 0,1% az új EU-tagállamokból érkezett. 2001-ben Krakaudorfban a lakosok 98,8%-a római katolikusnak, 0,3% evangélikusnak, 0,1% (1 fő) pedig felekezet nélkülinek vallotta magát.

## Látnivalók

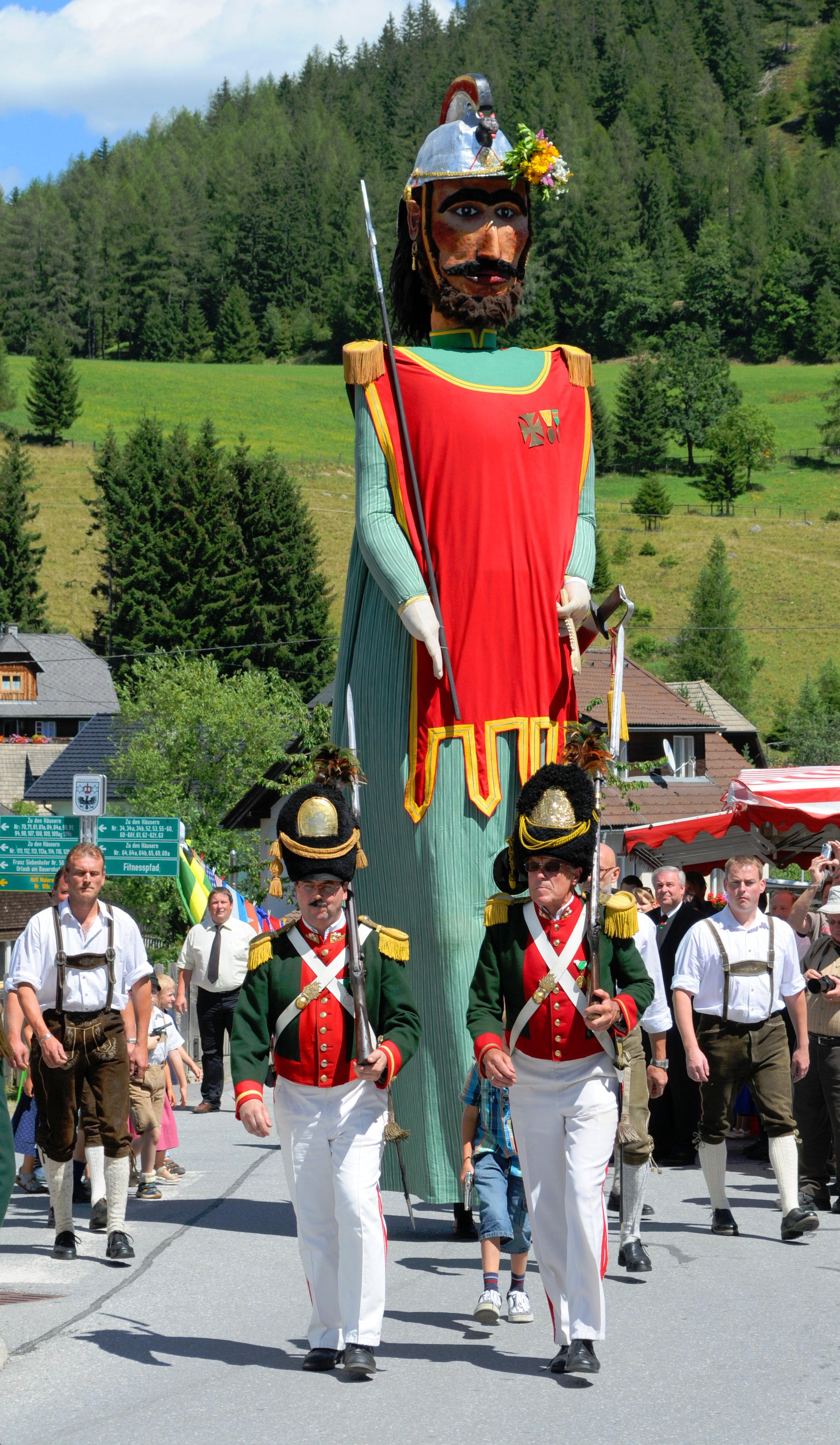
Szt. Oszvald-napi felvonulás

- a krakaudorfi Szt. Oszvald-plébániatemplom
- Krakauhintermühlen Szt. Ulrik-plébániatemploma
- ugyanitt található a hollerbergi Szt. Ulrik-templom
- a falvakban több műemléki védettségű, régi parasztház található
- a 65 méteres Günster-vízesés a tartomány legmagasabb vízesése
- Krakauban ápolják a helyi hagyományokat: a rózsahétfői (húshagyó kedd előtti nap) farsangi felvonulást, az akár 12 méteres húsvéti máglyák gyújtását és augusztus első vasárnapján a Szt. Oszvald-ünnepséget.

## Fordítás
- Ez a szócikk részben vagy egészben  a   Krakau (Steiermark) című német Wikipédia-szócikk ezen változatának fordításán alapul.  Az eredeti cikk szerkesztőit annak laptörténete sorolja fel. Ez a jelzés csupán a megfogalmazás eredetét és a szerzői jogokat jelzi, nem szolgál a cikkben szereplő információk forrásmegjelöléseként.